# Eurhynchium acicladium
Eurhynchium acicladium är en bladmossart som beskrevs av Bescherelle 1880. Eurhynchium acicladium ingår i släktet sprötmossor, och familjen Brachytheciaceae. Inga underarter finns listade i Catalogue of Life.